# Sergio Gobbi
Sergio Gobbi (* 13. Mai 1938 als Sergio Ehrlich in Mailand) ist ein italienischer Filmregisseur, Drehbuchautor und Filmproduzent. Er inszenierte überwiegend französische Filme. Er verwendete auch die Namen Elie Blorovich und Sergio Enrich. 

## Filmografie (Auswahl)
- 1967: L’Étrangère
- 1969: Schüsse aus der Manteltasche (Le temps des loups)
- 1970: Break-Up (L’uomo dei Palloni monstre)
- 1971: Der letzte Tanz des blonden Teufels (Un beau monstre)
- 1973: Die Gefräßigen (Les voraces)
- 1974: Rivalinnen (La rivale)
- 1984: Der Linkshänder (L’Arbalète)
- 1988: Trau keinem Schurken (Try this One for Size)
- 1998: The Last Secret (Rewind)